# Microeca flavovirescens
Microeca flavovirescens là một loài chim trong họ Petroicidae.